# Old Lady 31
Old Lady 31 er en amerikansk stumfilm fra 1920 af John Ince.

## Medvirkende
- Emma Dunn som Angie
- Henry Harmon som Abe Rose
- Clara Knott som Blossy
- Carrie Clark Ward som Abigail
- Sadie Gordon som Nancy
- Winifred Westover som Mary
- Antrim Short som John
- Lawrence Underwood som Samuel Darby
- Graham Pettie
- Martha Mattox som Sarah Jane
- Mai Wells som Mrs. Homans
- Ruby Lafayette som Granny